# Долонь
Долонь (каз. Дөлен) — село в Бескарагайском районе Абайской области Казахстана. Административный центр Долонского сельского округа. Находится примерно в 28 км к юго-западу от районного центра, села Бескарагай. Код КАТО — 633641100.

## Население
В 1999 году население села составляло 874 человека (432 мужчины и 442 женщины). По данным переписи 2009 года, в селе проживало 616 человек (304 мужчины и 312 женщин).